# Sponsor violaceus
Sponsor violaceus es una especie de escarabajo del género Sponsor, familia Buprestidae. Fue descrita científicamente por Fairmaire en 1903.

## Distribución
Habita en la región afrotropical.